# Teresa González de Fanning
Teresa González del Real (Nepeña, Perú, 12 d'agost de 1836 - Miraflores, 7 d'abril de 1918), més coneguda pel seu nom de casada Teresa González de Fanning, va ser una educadora, escriptora i periodista peruana. Encara que la seva figura ha estat una mica oblidada, és considerada com la precursora de l'educació integral de la dona, amb connotació pràctica, que inclogués la seva formació laboral, perquè així pogués aconseguir el seu alliberament, en una època (segle XIX i principis de segle XX) en què encara es creia que la formació femenina havia d'estar orientada exclusivament per al matrimoni i les tasques conjugals. Va fundar el Liceo Fanning (1881), col·legi de dones on va posar en pràctica els seus plantejaments educatius.
Teresa González va integrar un grup de notables peruanes del segle xix, que la historiadora Francesca Denegri considera com "la primera generació de dones il·lustrades al Perú". En efecte, contemporànies seves van ser Elvira García i García, Lastenia Larriva de Llona, Mercedes Cabello de Carbonera, Clorinda Matto de Turner, María Jesús Alvarado Rivera i Juana Manuela Gorriti.
El seu nom ha quedat perenne a la gran unitat escolar (avui Institució Educativa Teresa González de Fanning) que va començar a funcionar el 1952 al districte de Lima de Jesús Maria.

## Biografia
Va ser filla de Jerónimo González, professor i cirurgià espanyol, i de Josefa del Real i Salas. Va néixer a la Hisenda San José de les Pampes. Va rebre una acurada educació, basada essencialment en la lectura dels clàssics. Des de molt jove es va orientar a la creació literària, interessant-se fonamentalment pels costums socials i l'educació. Els seus primers assajos els va signar amb els pseudònims de Clara del Risco i María de la Luz, entre d'altres.
Quan encara no complia els disset anys va contreure matrimoni amb el jove marí Juan Fanning García, membre d'una rica família oriünda de Lambayeque. Va tenir dos fills (Jorge i Emma) i va poder harmonitzar les tasques domèstiques amb les intel·lectuals, ja que va continuar escrivint articles i narracions que van rebre acceptació. Però la seva desgràcia va començar arran d'una revolta dels peons de la seva hisenda, el que va motivar la seva fugida a Lima en condicions molt pèssimes, que van precipitar la mort dels seus dos petits fills.
Durant la guerra del Pacífic, el seu espòs, com a oficial de la Marina, va treballar en la fortificació d'Arica, per passar després a comandar les bateries del Callao i organitzar un dels batallons destacats a la defensa de Lima (l'anomenada «Guarnició de Marina»), al front del qual va lluitar heroicament a la batalla de Miraflores (15 de gener de 1881), on va quedar greument ferit. El valerós oficial va morir a l'endemà, sent les seves últimes paraules: «Moro per la pàtria». Demostrant gran patriotisme, Teresa va afavorir una contribució anomenada «ofrena patriòtica dels veïns de Lima», per la qual es va recaptar 9.600 sols. En reconeixement d'aquesta tasca, el comitè patriòtic de la vall de Chicama la va premiar amb una medalla d'or.
Com a moltes famílies de Lima, la guerra la va deixar sense casa i sense recursos. Per alleujar d'alguna manera la solitud del seu viduïtat, va decidir fundar un col·legi per a senyoretes a la seva casa del carrer Faltriquera del Diablo (avui Portal de Belén o Portal de Zela a la Plaça San Martín), tasca que va realitzar amb l'auxili de les seves germanes Enriqueta i Elena (3 de març de 1881). Aquest col·legi va arribar a ser el millor del seu temps i el preferit de les distingides famílies de Lima, no només pels seus mètodes d'ensenyament, sinó per la importància que va concedir a l'educació sobre la instrucció. Va considerar que ja havia arribat l'hora en què la dona havia de preparar-se per la vida i no limitar-se a el paper d'esposa i mare, trencant així una de les majors traves mentals de la societat conservadora de segle xix.
A l'escola que dirigia, conegut com el Liceo Fanning, s'ensenyaven matemàtiques, gramàtica, geografia, economia domèstica, història del Perú i religió, per a la qual se seguien els llibres escrits per ella mateixa. Al mateix temps va advocar intensament per l'ensenyament tècnic i laboral, i per la idea que l'educació moral, la intel·lectual i la física havien de complementar-se, posant en pràctica tots aquests plantejaments.
Es va mantenir al front del seu Liceo, fins que per raons d'edat va haver de deixar-ho. A l'ésser traspassat el Liceo a Elvira García i García (1 de març de 1892), va mantenir el seu nom inicial i va continuar amb l'ensenyament segons l'orientació traçada per Teresa.
Simultàniament amb la seva tasca educativa, Teresa González va continuar amb èxit la seva carrera literària, optant per abandonar l'ús del pseudònim i signant amb el seu nom seves publicacions, com una manera de demostrar el seu alliberament femení. De 1876 a 1877 va participar en les vetllades literàries de Juana Manuela Gorriti. Va ser sòcia del Club Literario i del Ateneo de Lima. Va escriure moltes novel·les, de tall romàntic.
Va intervenir en una polèmica entre Elvira García i García i Lastenia Larriva de Llona en la qual la primera defensava l'educació laica i la segona la religiosa. Teresa es va mostrar defensora dels col·legis laics, afirmant que l'educació que en ells s'impartia era més completa i més efectiva, i cristal·litzava millor l'ideal d'igualtat de coneixements i de preparació entre homes i dones. Va posar com a exemple el Liceo Fanning, dirigit llavors per la mateixa Elvira García. En un article que va publicar el 29 de gener de 1898 a El Comercio, va insistir en demostrar la conveniència d'educar laicament a la dona, concloent d'aquesta manera:
| « | L'educació de la dona és la base sobre la qual s'alça l'edifici social. D'ella depèn l'edifici de la família, aquest laboratori d'homes, d'on han de sortir els ciutadans que donin llustre a la pàtria o que l'enfonsin en l'abisme de la reculada. | » |

Va morir el 7 d'abril de 1918, víctima d'una pneumònia, a l'avançada edat de 82 anys. En tota ocasió, fins al seu últim instant, va demostrar humilitat i grandesa, demanant als seus familiars que el seu sepeli es realitzés en privat. Va ser enterrada en el Cementiri General Presbítero Matías Maestro.
Com a homenatge pòstum, Manuel Beltroy (escriptor i funcionari del Ministeri d'Educació del Perú) va aconseguir que es donés a una gran unitat escolar (avui Institució Educativa) el nom de Teresa González de Fanning, que va començar a funcionar el 1952 a un local construït en terrenys de l'actual districte de Jesús María, a Lima.

## L'educació femenina
Una col·lecció d'articles seus publicats al diari El Comercio de Lima van ser recopilats en un fullet titulat La educación femenina (1898). Va fer-hi una crítica franca, valent i elevada sobre la condició en que estava llavors el procés de la formació cultural de la dona, orientada exclusivament a preparar-la pel matrimoni i ser una bona esposa i mare. Va rebutjar aquest tipus d'educació, que fomentava l'estudi de la música, el francès, i una mica de lletres i càlculs bàsics com tota preparació per enfrontar-se al món, plantejant en el seu reemplaçament una educació més àmplia i completa, amb connotació pràctica, que afavorís una formació laboral que permetés a la dona emancipar-se de la dependència del marit al tenir una font d'ingressos pròpia. En els nivells més baixos, va suggerir una educació més pràctica per a la vida quotidiana, el que incloïa aprendre un ofici; pels nivells mitjans i acomodats va plantejar una educació més il·lustrada, oberta al món exterior i amb maneig de disciplines científiques i filosòfiques. A més, va sostenir que l'educació havia de ser laica, ja que les religioses, al mancar de família i viure apartades de la societat, no posseïen les experiències necessàries per a la formació de les dones. No va ser escoltada ni presa en compte llavors, però ara se li reconeix com a precursora de la moderna formació educativa de la dona.

## Obres
A part d'alguns manuals escrits per a l'ensenyament de les nenes, va publicar les següents novel·les, de tall sentimental o romàntic:
- Ambición y abnegación (1886), novel·la curta.
- Regina (1886), obra d'estil castís i depurat que va merèixer ser premiada amb una medalla de plata al concurs internacional promogut pel Ateneo de Lima, el 15 de setembre de 1886.
- Indómita (1904) novel·la curta, en les pàgines va retratar la seva voluntat de vèncer el destí.
- Roque Moreno (1904), novel·la històrica que es va publicar per lliuraments en una revista de Dret de Buenos Aires.

A més:
- Lucecitas (Madrid, 1893), reunió de narracions, relats i assajos ocasionals, que havien estat publicats abans en els diaris de Lima, i amb un pròleg elogiós d'Emilia Pardo Bazán, la cèlebre escriptora espanyola.

Va col·laborar també amb articles d'opinió als diaris El Comercio, El Correo del Perú, El Perú Ilustrado, La Alborada, El Semanario del Pacífico, La Patria i El Nacional. Una part d'ells va servir per donar cos al seu llibre ja esmentat: La educación femenina (1898, segona edició ampliada el 1905), descrit com una "col·lecció d'articles pedagògics, morals i sociològics".